# Nabil Fekir
Nabil Fekir (Lyon, Francuska, 18. srpnja 1993.) francuski je nogometaš koji igra na poziciji napadačkog veznog. Trenutačno igra za Al Jaziru iz UAE-a. S Francuskom osvojio naslov svjetskog prvaka 2018. godine.
Fekir je alžirskog podrijetlate ima mlađeg brata Yassina koji je također igrao za prvu i drugu momčad Lyona te je zajedno s bratom otišao u Betis.

## Karijera

### Klupska karijera
Fekir je proizvod Lyonove škole nogometa kojoj se pridružio u dobi od 12 godina. Ipak, u klubu ga nisu smatrali dovoljno jakim tako da je jedno vrijeme igrao za FC Vaulx-en-Velin i Saint-Priest. Time je skrenuo pažnju nogometnih skauta uključujući i skaute Lyonovog lokalnog rivaka AS Saint-Étiennea. Sam igrač se kasnije vratio u Lyonovu omadinsku školu te je izjavio da je htio klubu pokazati da su napravili grešku maknuvši ga ranije.
Nakon juniora, Nabil je igrao za B momčad dok je za seniore debitirao 28. kolovoza 2013. kada je ušao u igru tijekom susreta kvalifikacija za Ligu prvaka protiv Real Sociedada. Tri dana nakon toga, igrač je debitirao i u Ligue 1. Tijekom šest godina igranja za Lyon, Fekir se pokazao bitnim i neizostavnim igračem. To dokazuje nagrada za najboljeg mladog igrača koja mu je dodijeljena za 2015. godinu. Također, dva puta je uvršten u najbolju momčad sezone i to za 2014./15. te 2017./18. Tijekom prvog uvrštenja, Fekir je sezonu završio s 13 golova i 9 asistencija. U drugom uvrštenju (sezona 2017./18.), Lyonov trojac Fekir-Mariano-Depay je činio ubojit napadački trio koji je te sezone zajedno zabio 55 golova, od čega sam Fekir njih 18.
Također, Nabil je bio i klupski kapetan nakon što je početkom kolovoza 2017. prodan Maxime Gonalons u AS Romu. Te sezone zabio je dva pogotka rivalu AS Saint-Étienneu te je isprovocirao domaće navijače zbog čega je izazvao kaos na tribinama. Zbog toga je policija morala intervenirati a sudac Clément Turpin je prekinuo utakmicu na 40 minuta.
Zbog odličnih igara htio ga je kupiti engleski Liverpool, međutim, bez rezultata. Uspješnijim se pokazao seviljski Betis koji je s njime potpisao četverogodišnji ugovor. Transferom je Lyonu omogućeno 20% zarade od sljedeće prodaje a u paketu je doveden i Fekirov mlađi brat Yassin.

### Reprezentativna karijera
Igrač je ostvario jedan nastup za francusku U21 reprezentaciju dok je kao senior dobio ponudu Alžira da zaigra za njih u prijateljskim utakmicama protiv Omana i Katra. Međutim, on je to odbio te se pridružio francuskoj momčadi u prijateljskom susretu protiv Brazila. Na domaćem Stade de France, Fekir je ušao u igru kao zamjena Griezmannu a Tricolori su izgubili s visokih 3:1.
Izbornik Didier Deschamps uveo ga je na popis reprezentativaca za Svjetsko prvenstvo 2018. te ga je opisao kao "igrača s velikim potencijalom za kojeg smatra da može donijeti nešto drugačije. Igra drugačiju ulogu od ostalih te osim što može zabiti, može i omogućiti drugima da zabiju." Igrač je s reprezentacijom na spomenutom turniru osvojio svjetski naslov te je igrao posljednjih devet minuta finala (kao zamjena Olivieru Giroudu).

#### Pogodci za reprezentaciju
| #  | Datum             | Mjesto                                  | Protivnik | Pogodak | Rezultat | Natjecanje            |
| -- | ----------------- | --------------------------------------- | --------- | ------- | -------- | --------------------- |
| 1. | 7. lipnja 2015.   | Stade de France, Saint-Denis, Francuska | Belgija   | 2:4     | 3:4      | Prijateljska utakmica |
| 2. | 28. svibnja 2018. | Stade de France, Saint-Denis, Francuska | Irska     | 2:0     | 2:0      | Prijateljska utakmica |

## Osvojeni trofeji

### Reprezentativni trofeji
| Turnir      | Trofej | Godina |
| ----------- | ------ | ------ |
| SP u Rusiji | Zlato  | 2018.  |

### Ordeni
Chevalier of the Légion d'honneur: 2018.

## Vanjske poveznice
- Profil igrača  Arhivirana inačica izvorne stranice od 18. travnja 2019. (Wayback Machine) na web stranicama Francuskog nogometnog saveza
- Profil igrača na Transfermarkt.com